# Buteogallus coronatus
El águila de Azara (Buteogallus coronatus), también conocida como águila coronada, águila del Chaco, gavilán bultero o de copete, es una especie de ave falconiforme de la familia Accipitridae nativa de Sudamérica, que se halla en peligro de extinción por la caza furtiva y la destrucción de su hábitat. No se reconocen subespecies.
No hay que confundir esta especie con otras especies que también son frecuentemente llamadas «águila coronada», el águila coronada africana, o el águila solitaria, aunque en muchas zonas reciban el mismo nombre de águila harpía.

## Características
Es grande, alcanzando la hembra de 80 a 85 cm y el macho de 75 a 79 cm de longitud. Tiene alas largas y anchas, y la cola corta. La cabeza es de color ceniciento, con una cresta prominente y nutrida. El dorso es grisáceo, y el vientre gris moteado de pardo. Las alas son gris pizarra, más oscuras que el cuerpo, con la punta negra. La cola es oscura, con una franja blanquecina bien nítida  en la sección media, una banda subterminal negra y la punta blanca.
El pico es de color negro, y la cera amarilla, al igual que las patas. El plumaje juvenil es más pardo, con el dorso oscuro, la cabeza, la garganta y el vientre blanquecinos con estrías pardas.

## Hábitos alimentarios
Se alimenta de mamíferos, roedores y reptiles, sin desdeñar la carroña. La dieta es uno de los aspectos más conocidos de la especie y el que ha reportado el mayor avance a lo largo de los últimos años. La información proviene principalmente de observaciones puntuales de las presas consumidas y, en menor medida, del análisis de la dieta con base en restos de presas y egagrópilas. Giai (1952) presentó los primeros datos sobre la alimentación, mencionando al piche llorón (Chaetophractus vellerosus) como la presa más frecuente en la dieta. Entre las observaciones puntuales de alimentación de la especie se menciona el consumo de una culebra (Philodryas patagoniensis) por parte de un juvenil en el noroeste de la provincia de Santa Fe (Bellocq et al. 2002), de un zorro de monte (Cerdocyon thous) atropellado por un vehículo y del cadáver de un juvenil de ciervo de los pantanos (Blastoceros dichotomus) cazado por un puma (Puma concolor) y restos de armadillos de nueve bandas, armadillos amarillos y lagartos overos en un nido en la Reserva Privada El Bagual, Formosa. En La Pampa se la observó alimentarse de un Inambú Montaraz (Nothoprocta cinerascens) que había sido atropellado por un vehículo y, durante el invierno, de cadáveres de ovejas (Ovis aries). Recientemente se ha reportado a dos adultos alimentándose del cadáver de un ternero (Bos taurus) al sur de San Clemente, Córdoba. Finalmente, en un estudio de 350 h de observación realizado en Mendoza se indica que los reptiles (ofidios y tortugas) representaron alrededor del 70% de las presas aportadas al nido (Chebez et al. en prensa). Maceda et al. (2003) analizaron los restos del estómago de tres individuos y el buche de uno de ellos, reportando un importante porcentaje de reptiles (Bothrops sp.), aves (Nothoprocta cinerascens) y mamíferos (Dasypodidae), además de la presencia de insectos (Acrididae, Tettigonidae, Scarabeidae) que serían consumidos de forma oportunista. Durante la época reproductiva se ha observado en el interior del nido a dermestes (Scarabeidae) y otros insectos entre los restos presa. Grabaciones de video en el nido ha corroborado la ingesta de estos ítems durante la crianza del pichón. Recientemente, Santillán et al. (datos no publicados) realizaron un estudio detallado de la dieta durante el periodo reproductivo con base en 134 restos de presas y 34 egagrópilas recuperados en los alrededores de siete nidos ubicados en el noroeste de Mendoza y en el paraje Jagüel del Monte, en La Pampa. Los mamíferos fueron los que más aportaron a la biomasa, seguidos por reptiles, aves e insectos. La baja amplitud de nicho reflejó el alto aporte del piche patagónico (Zaedyus pichiy) en términos de biomasa y una frecuencia cercana al 60%, que evidencia una particular selección hacia esta presa en esa área de estudio. El promedio geométrico del peso de los vertebrados presa fue de 888.55 g. Estos resultados coinciden con la amplia variedad de presas reportadas para la especie .

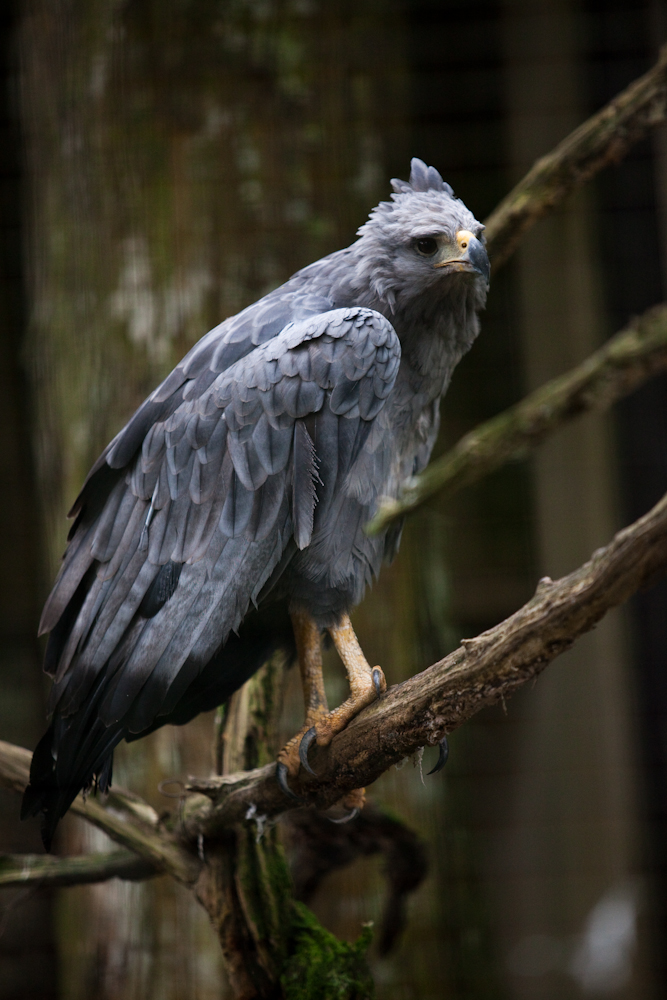
Ejemplar en cautividad

En Minas Gerais, Brasil, durante el 2007 al 2018 se estudio la reproducción del águila de Azara, los 6 nidos analizados mostró que la mayoría de los 20 elementos dietéticos recolectados fueron reptiles y armadillos. Los restos de presas observados en un nido de Bolivia incluyeron dos armadillos de nueve bandas (Dasypus novemcinctus) y dos armadillos amarillos (Euphractus sexcinctus).

## Hábitat
El águila solitaria coronada habita preferentemente en campos semiabiertos, desde sabanas y estepas hasta zonas de bosque ralo, ocasionalmente llegando a zonas de campo cerrado o selva en galería. Más raramente alcanza zonas de colinas bajas o marismas.

## Distribución
Se calcula que existen menos de 1000 ejemplares dispersos en un amplísimo territorio de casi 3 200 000 km², desde San Salvador de Bahía en Brasil por el noreste, y Santa Cruz de la Sierra en Bolivia por el noroeste, hasta Neuquén en Argentina por el sur. En Paraguay es más frecuente el sector chaqueño. En Uruguay se la estima desaparecida.

## Conservación
Está amenazada por la caza, la destrucción del campo cerrado en que habita, la introducción de cebos tóxicos para proteger la agricultura y la dispersión de pesticidas en su territorio. Se desconoce su población exacta, pero se estima entre 250 y 1000 ejemplares. Está listada en el Apéndice II de CITES, y en Argentina, Brasil y Paraguay se encuentra protegida. Es posible que exista en varias reservas en Argentina, Brasil y Bolivia. Actualmente en la Reserva Natural Bosques Telteca, ubicada en la prov. de Mendoza, Argentina, se lleva a cabo el Proyecto de Investigación Águila Coronada Telteca. Existen diversos programas como ser el estudio de su biología reproductiva, su dieta y uno de los más importantes el educativo, orientado a los pobladores y escuelas de la zona.